# Lisa Krause
Lisa Krause (* 29. November 1914 in Breslau; † 28. März 1965 in Halle (Saale)) war eine deutsche Politikerin (SED). Sie war Oberbürgermeisterin von Dessau, Abgeordnete der Volkskammer und Staatssekretärin im Ministerium für Handel und Versorgung der DDR.

## Leben
Die Tochter eines Schlossers und einer Landarbeiterin, besuchte die Volksschule und war als kaufmännische Angestellte tätig. Sie wurde wie ihr Vater Mitglied der Kommunistischen Partei Deutschlands (KPD) und war während der Zeit des Nationalsozialismus für einige Wochen inhaftiert. 
1946 kam sie als Umsiedlerin in die Sowjetische Besatzungszone und wurde Mitglied der SED. Sie besuchte drei Semester die Gesellschaftswissenschaftliche Fakultät in Leipzig und wurde im November 1948 Direktorin des ersten HO-Warenhauses in Dessau. Nach der Berufung des bisherigen Oberbürgermeisters Karl Adolphs zum Intendanten des Mitteldeutschen Rundfunks wurde sie am 30. November 1949 zur ersten Oberbürgermeisterin der Stadt Dessau gewählt. Von 1950 bis 1954 gehörte sie als Mitglied der SED-Fraktion der Volkskammer an. Mit ihrer Berufung zur Leiterin der Hauptabteilung Staatliche Verwaltung im Innenministerium des Landes Sachsen-Anhalt im November 1951 endete ihre Amtszeit als Dessauer Oberbürgermeisterin.
Am 1. Oktober 1952 wurde sie als Nachfolgerin von Paul Baender zur Staatssekretärin im Ministerium für Handel und Versorgung der DDR ernannt. Um die Jahreswende 1952/53 weilte sie mehrere Wochen an der Spitze einer zehnköpfigen Studiendelegation von Vertretern des staatlichen Handels, der Konsumgenossenschaften und des privaten Einzelhandels in der Sowjetunion. Am 2. Februar 1953 schied sie wegen einer schweren Erkrankung aus ihrer Stellung als Staatssekretärin. Zu ihrem Nachfolger wurde Friedrich Schneiderheinze ernannt.
Im Jahr 1954 wurde sie schließlich Sekretärin des Rates des Bezirkes Halle (Nachfolgerin von Helmut Becker). Von 1954 bis 1957 gehörte sie dem Bundesvorstand des Demokratischen Frauenbundes Deutschlands (DFD) an. Zuletzt war sie als Mitglied der Bezirksleitung und der Bezirksparteikontrollkommission Halle der SED tätig.

## Auszeichnungen
- 1956 Clara-Zetkin-Medaille
- 1965 Vaterländischer Verdienstorden in Silber